# Rondeletia peninsularis
Rondeletia peninsularis är en måreväxtart som beskrevs av M.Fernández Zeq. och Attila L. Borhidi. Rondeletia peninsularis ingår i släktet Rondeletia och familjen måreväxter. Inga underarter finns listade i Catalogue of Life.